# Britney: The Videos
Britney: The Videos es un DVD oficial publicado por la cantante de música pop, Britney Spears el 20 de noviembre de 2001. Se incluyeron tres vídeos musicales ("I'm a Slave 4 U", "Don't Let Me Be the Last to Know" y "I'm not a girl, not yet a woman"), junto con tras de escenasde de su película debut Crossroads Vogue y su cobertura, una encrucijada outtakes video musical de "Overprotected", su "Joy of Pepsi" comercial, y el comercial para HBO de Britney Spears: Live from Las Vegas. La presentación de "I'm a Slave 4 U" en los MTV Video Music Awards (también incluido), viene completo con Britney y la serpiente.
El DVD llegó a su máximo en el número uno (#1) en los EE. UU., convirtiéndose en su primer DVD en horas pico en la posición más alta en los EE. UU. gráficos. El DVD se celebró la posición # 1 durante dos semanas y ha sido certificado 2 veces platino. De acuerdo al sistema de información Nielsen SoundScan, Britney: The Videos ha vendido más de 206 mil copias en los Estados Unidos.

## Características

### Características técnicas
- Subtítulos disponibles: Inglés
- Audio Disponible:

- Inglés (Dolby Digital 5.1)
- Inglés (Dolby Digital 2.0 Stereo)

### Contenido
- Videos musicales:

1. "Don't Let Me Be the Last to Know"
2. "I'm a Slave 4 U"
3. "I'm Not a Girl, Not Yet a Woman"

- Presentaciones en vivo:

1. "I'm a Slave 4 U" en los MTV Video Music Awards 2001.
2. "Overprotected" [incluye escenas de Crossroads]
3. "Overprotected" [live from Sydney] [Sólo incluido en la edición para el Reino Unido (UK)]

- Detrás de Escena:

1. Britney Strikes a Pose
2. The Making of Crossroads

- Comerciales:

1. "The Joy of Pepsi"
2. HBO presenta: Britney Spears: Live from Las Vegas